# Day and Night
Day and Night  ist ein Jazzalbum von Gerd Dudek. Die am 30. Januar 2012 im Studio von Curtis Schwartz in Ardingly, West Sussex, entstandenen Aufnahmen erschienen am 27. Juni 2012 auf dem Label Psi. Es war das vorletzte Album des Saxophonisten unter eigenem Namen; Dudek starb Anfang November 2022 im Alter von 84 Jahren.

## Hintergrund
Nachdem Evan Parker 2002 Trioaufnahmen des Saxophonisten mit Chris Laurence und Tony Levin auf seinem Label Psi herausgebracht hatte (’Smatter), entstand bis Night and Day kein neues Album von Dudek unter seinem eigenen Namen. In der Zwischenzeit hatte Dudek an Aufnahmen verschiedener Gruppen und Interpreten mitgewirkt, wie dem European Jazz Ensemble (25th Anniversary Tour) und im Globe Unity Orchestra, in den Jazz-und-Lyrik-Projekten Schinderkarren mit Büffet (mit Ali Haurand und Jiří Stivín) und Lyrik & Jazz Cascaden (mit Ingeborg Drews), außerdem mit Lajos Dudas, im Stefan Heidtmann Project, mit Misha Mengelberg (Nunc), im Henning Wolter Trio und im Duo mit dem Pianisten Michael Mikolaschek.
Als Evan Parker im Londoner Veranstaltungsort The Vortex eine einwöchige Konzertreihe mit dem Titel „Might I Suggest“ kuratierte, war Dudek einer von mehreren deutschen Musikern – darunter Rudi Mahall, Axel Dörner und Alexander von Schlippenbach –, die zur Teilnahme eingeladen wurden. Dudek spielte mit einem Trio, dem auch der in Deutschland geborene, in London lebende Pianist Hans Koller und dessen damalige reguläre Begleitband angehörte. Am folgenden Tag entstand dann mit Oli Hayhurst (Bass) und Gene Calderazzo (Schlagzeug) das Album Day and Night. Für das Album wählten Dudek und Koller ein Programm aus, das Stücke der Saxophonisten Ornette Coleman, John Coltrane und Wayne Shorter enthält; weitere Titel stammen von Charles Mingus, Herbie Nichols, Kenny Wheeler und von Johann Sebastian Bach.

## Titelliste

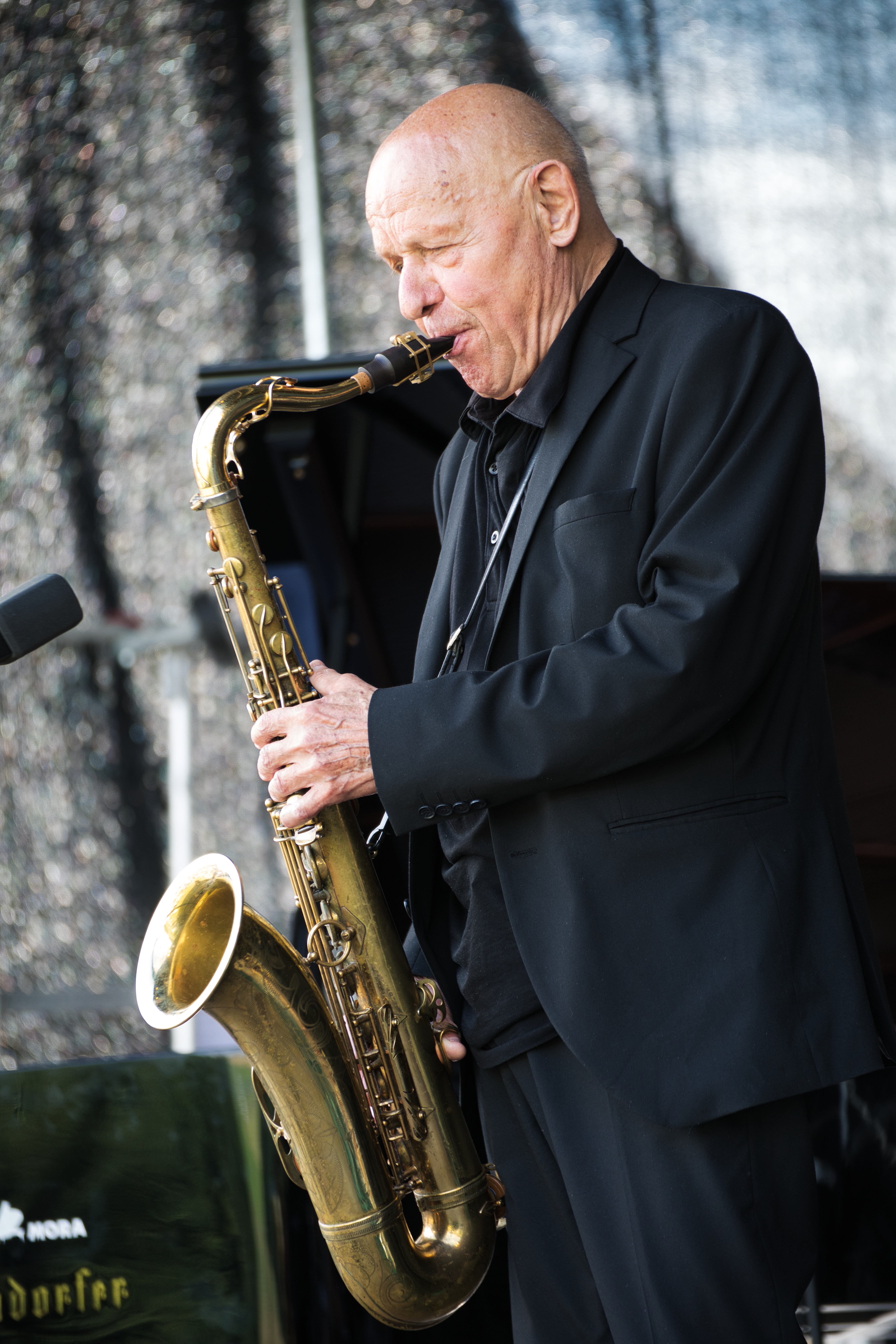
Gerd Dudek mit dem Martin Sasse Quartett (2021)

- Gerd Dudek: Day and Night (psi 12.05)[4]

1. Step Tempest (Herbie Nichols) 4:50
2. Congeniality (Ornette Coleman) 8:20
3. Blues a la Carte (Wayne Shorter) 6:53
4. Duke Ellington’s Sound of Love (Charles Mingus) 10:01
5. Blues to You (John Coltrane) 5:36
6. We Salute the Night	(Kenny Wheeler) 7:32
7. Fedora	(Kenny Wheeler) 7:20
8. Der Tag mit seinem Lichte (Bach) 5:49

## Rezeption
Nach Ansicht von John Eyles, der das Album in All About Jazz rezensierte, sei dieses Material perfekt gewählt, um Dudek von seiner besten Seite zu zeigen. Alle Stücke hätten starke Melodielinien, die wunderschön gespielt werden. Seine Begleiter seien dem Saxophonisten ebenbürtig, unterstützen ihn hauptsächlich und rahmen sein Spiel optimal ein; gelegentlich solo, aber ansonsten würden sie Dudek fest im Rampenlicht lassen. Alles an Dudeks Spiel sei beneidenswert makellos; wie immer klinge sein Ton voll, egal in welcher Geschwindigkeit er spiele. Beim Improvisieren spinne er scheinbar mit vollendeter Leichtigkeit frische melodische Linien, ohne dass ein Klischee in Spiel sei, und er hole aus jeder Komposition jedes nur mögliche Quäntchen Emotion heraus. Insgesamt sei Day and Night als eines der besten Alben des Jahres 2012 anzusehen.
Ingo Marmulla schrieb in NRW Jazz.net, der deutsche Pianist Hans Koller, der schon seit längerem in England lebt und arbeitet, sei ein sehr guter Begleiter und fantasievoller Improvisator. Mit Bassist Oli Hayhurst und Schlagzeuger Gene Calderazzo habe Dudek eine hochkarätige Begleitband. Das sehr gut produzierte Album biete „spannende, wirkliche Jazzmusik auf höchstem Niveau – Musik, die unterhält, der man aber auch konzentriert zuhören muss“. Es gebe nur sehr wenige Saxophonisten in Europa, die wie Gerd Dudek gewissermaßen als Bindeglied zwischen Tradition und Avantgarde agierten.